# 실비아 시드니
실비아 시드니(Sylvia Sidney, 1910년 8월 8일 ~ 1999년 7월 1일)는 미국의 배우이다.

## 작품 목록
- 《사보타주》 (1936)